# Давташен (административный район Еревана)
Давташе́н (арм. Դավթաշեն, также известный как Давиташе́н или Давидаше́н – город Давида) — административный район Еревана. Давташен имеет общие границы с административными районами Ачапняк и Арабкир. Внешней границей примыкает к Котайкскому марзу (село Зовуни).

## История
Район современного Давташена был известен как Араджин Гюх (буквально означает «Первая деревня») до 1930-х годов. Он входил в состав новообразованного Шаумянского района на северо-западе Еревана, на правом берегу реки Раздан. В 1939 году поселение, известное как Араджин Гюх, было переименовано в Давташен по случаю 1000-летия национального эпоса «Давид Сасунский», главным героем которого является Давид Сасунский.
С постепенным развитием Еревана, территория города была расширена за счет включения близлежащих пригородов и прилегающих территорий. Через реку Раздан было построено несколько мостов, которые соединили Шаумянский район с центральными частями Еревана. В 1970-х годах село Давташен официально стало частью Еревана.
В 1984 году Исполнительный комитет Еревана выделил 223 гектара территории под застройку жилых кварталов Давташена.
Согласно административному делению Еревана 1986 года, нынешние районы Ачапняк и Давташен входили в Маштоцкий район.
С обретением Арменией независимости и в соответствии с новым законом об административном делении республики, принятым в 1996 году, Ереван был разделен на 12 административных районов, включая Давташен.
В 2019 году мэр Еревана Айк Марутян объявил о начале предварительных этапов продления метро на север до района Давташен.

## Культура
В Давташене находится библиотека №40, открытая в 1996 году, и художественная школа имени Авета Тертеряна, открытая в 1993 году.
Киностудия "Арменфильм", а также телеканал "Армения" расположены в Давташене.
В общественном парке Давташен находится мемориал, посвященный армянским жертвам Второй мировой и Первой карабахской войны. Большой хачкар был установлен в парке в 2001 году по случаю 1700-летия христианства в Армении.

## Транспорт
Давташен связан с центральными частями Еревана через Давташенский мост, открытый в 2000 году. В 2019 году мэр Еревана Айк Марутян объявил, что начались предварительные этапы продления ереванского метрополитена до Давташена.

## Экономика
Жители Давташена в основном заняты в малом и среднем бизнесе. Здесь находится около 300 малых и средних розничных магазинов, объектов общественного питания и услуг.
Завод металлоконструкций Arax - крупное промышленное предприятие, работающее в Давташене с 1984 года.

## Образование
По состоянию на 2017 год в Давташене находится 5 дошкольных детских садов, 7 общеобразовательных школ, а также Академия юстиции Министерства юстиции Армении, открытая в 2014 году.

## Галерея

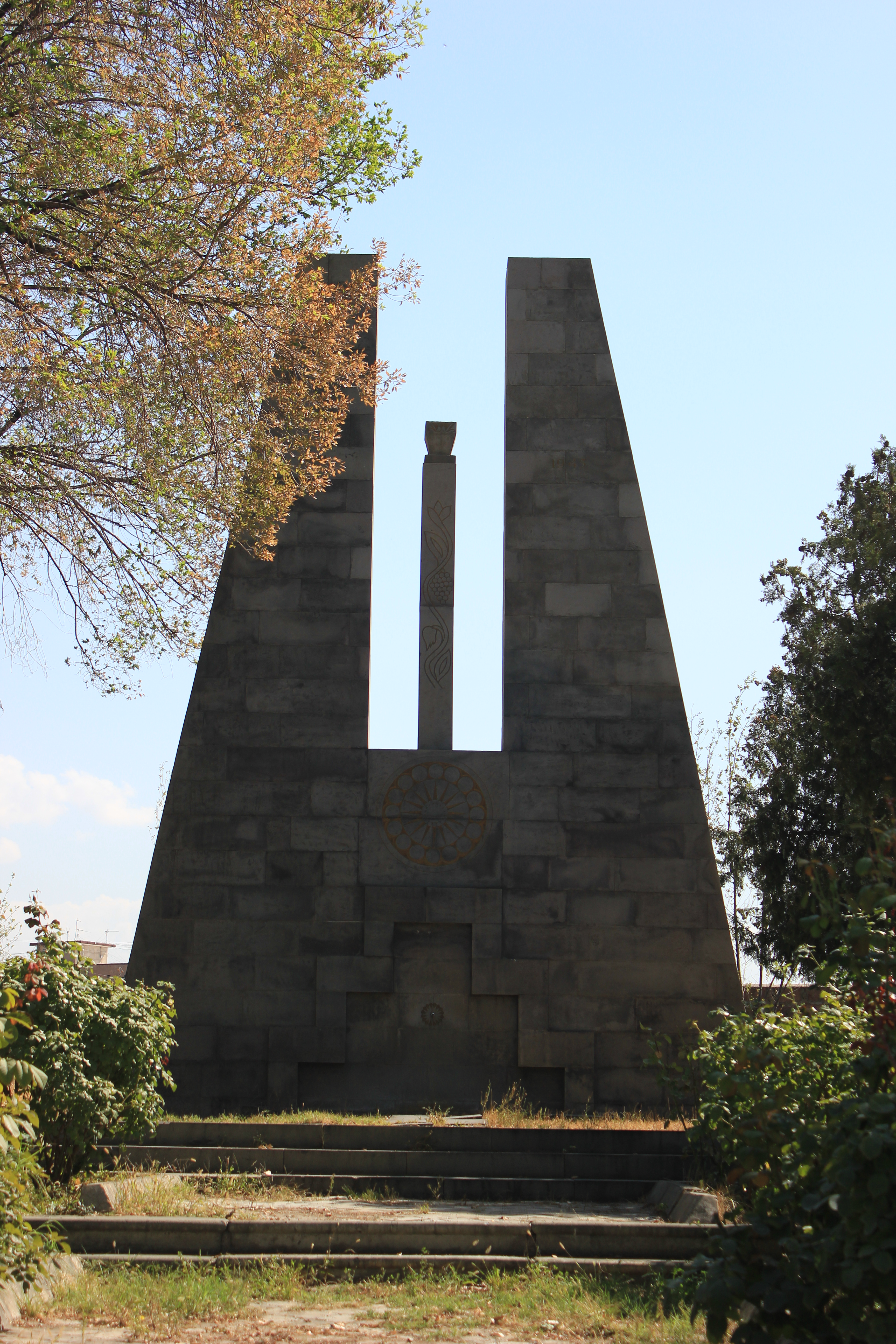
Памятник в память о погибших в Великой Отечественной войне и в Первой карабахской войне.давташенцах.
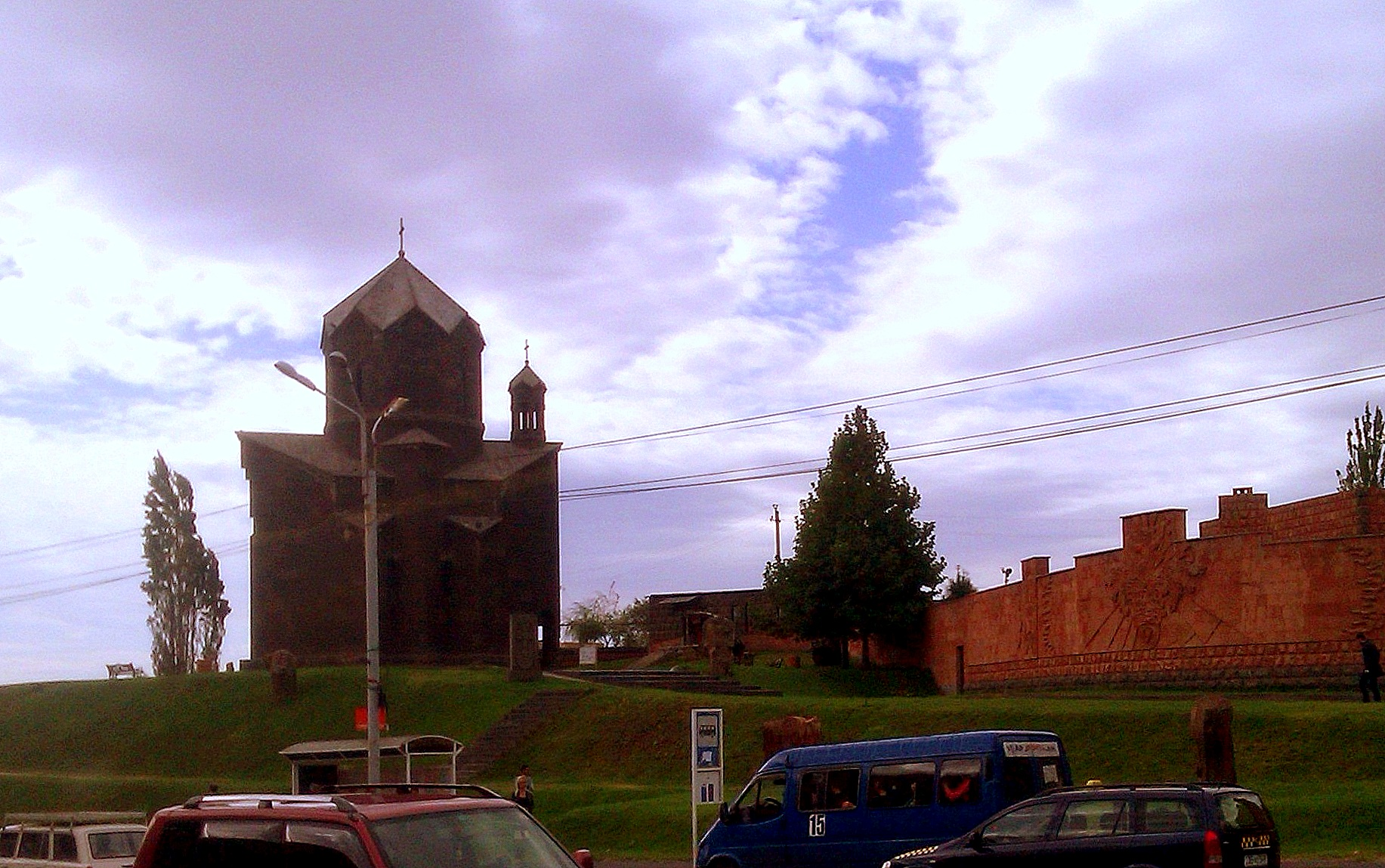
Церковь Святых Мучеников
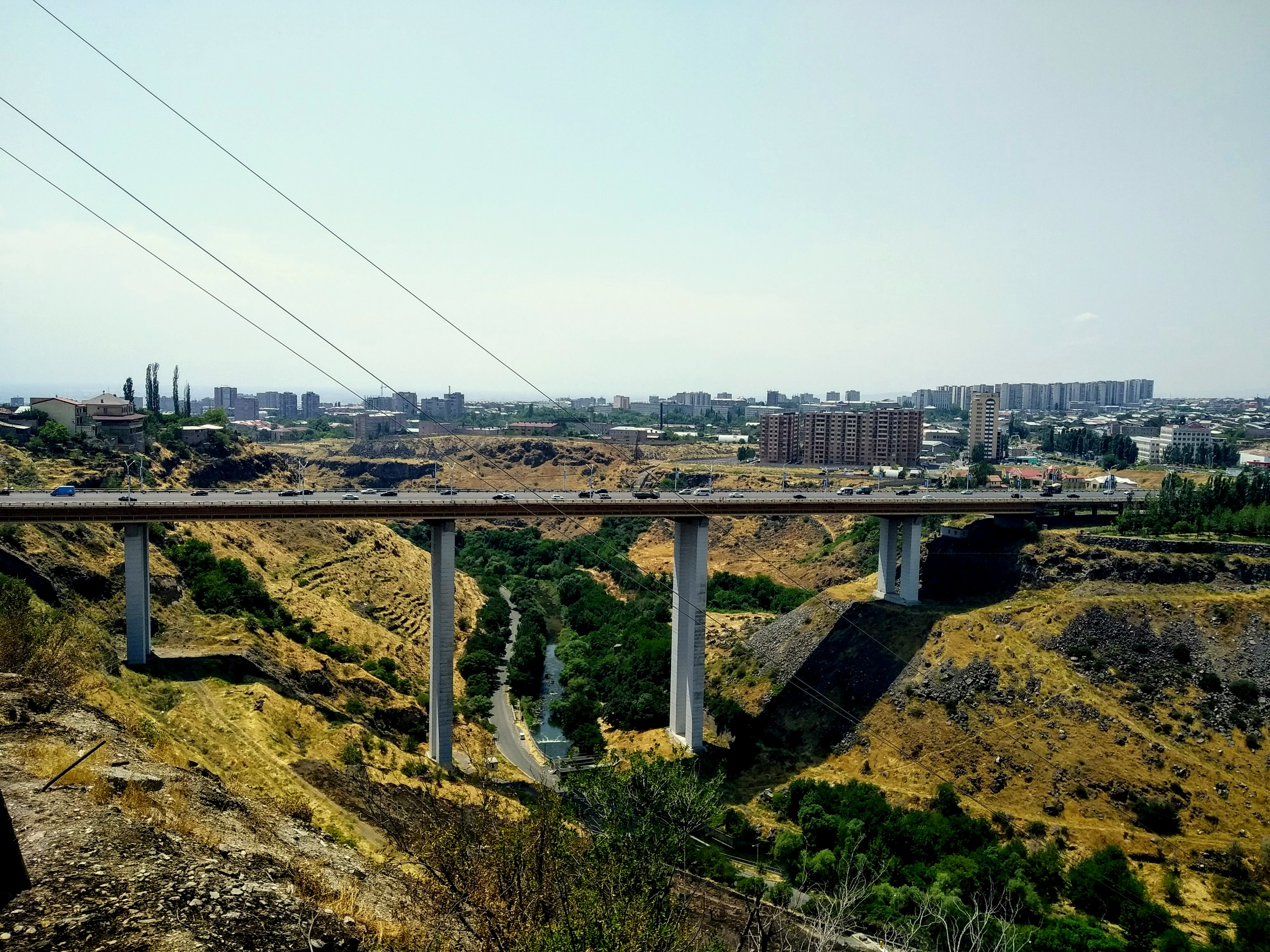
Давташенский мост